# Писанець (Болгарія)
Пи́санець (болг. Писанец) — село в Русенській області Болгарії. Входить до складу общини Ветово.

## Населення
За даними перепису населення 2011 року у селі проживали 397 осіб, з них 387 осіб (97,5%) — болгари.
Розподіл населення за віком у 2011 році:
Динаміка населення: